# Witold Sienkiewicz (1920–1990)
Witold Sienkiewicz ps. Edward Szumski, Margis (ur. 12 lutego 1920 w Wilnie, zm. 13 stycznia 1990) - pułkownik Służby Bezpieczeństwa PRL, dyrektor Departamentu I Ministerstwa Spraw Wewnętrznych PRL (wywiad cywilny).

## Życiorys
Syn Feliksa i Stefani. W 1933 r. ukończył drugą klasę Gimnazjum Jezuitów w Wilnie, następnie uczęszczał na kursy wieczorowe, gdzie w 1938 r. zdał maturę. Od 1939 lub 1940 roku  do 1946 roku członek Komsomołu i WKP(b); od 1946 r. w PPR, następnie w PZPR. 
W latach 1935–1941 pracował jako robotnik, najpierw w mleczarni „M. Joffe” w Wilnie a później jako monter w elektrowni w Wilnie  . W 1941 r. pracował jako robotnik w kołchozach w Czuwaskiej ASRS.
W czasie II wojny światowej został skierowany (10.09.1941) do organizowanych w ZSRR Polskich Sił Zbrojnych w Tockoje. Po dezercji z Polskich Sił Zbrojnych został żołnierzem Armii Czerwonej. Służył jako żołnierz 222. pułku artylerii 16. Strzeleckiej Dywizji Litewskiej. W 1942 r. został słuchaczem Szkoły Specjalnej nr 2 w Moskwie, gdzie przeszedł przeszkolenie w zakresie dywersji. Po zakończeniu szkolenia, jako kierowniki grupy dywersyjnej,  został zrzucony na Wileńszczyznę w celu organizowania sowieckich oddziałów partyzanckich. Używał w tym czasie pseudonimów Edward Szumski i Margis. Był sekretarzem Wileńskiego Podziemnego KP KPL i redaktorem pisma „Za Wolność”. W Wileńskiej Brygadzie Partyzanckiej im. A. Mickiewicza pełnił funkcję zastępca dowódcy oddziału ds. politycznych.
W  latach 1944-1946 był instruktorem Wydziału Propagandy CK Litewskiej SRR. Od grudnia 1946 roku pełnił funkcję instruktora Wydziału Zagranicznego KC Polskiej Partii Robotniczej. Od lipca 1948 do marca 1950 pracował jako II sekretarz KW PPR/PZPR w Łodzi . 1 czerwca 1950 roku objął stanowisko dyrektora Departamentu VII (odpowiadającego wówczas za wywiad cywilny i wojskowy) Ministerstwa Bezpieczeństwa Publicznego. Od 10 grudnia 1954 zastępca Władysława Dworakowskiego, ówczesnego Przewodniczącego Komitetu ds. Bezpieczeństwa Publicznego, następnie od 28 listopada 1956 do 31 lipca 1961 pełnił funkcję dyrektora Departamentu I Ministerstwa Spraw Wewnętrznych (wywiadowczego). Ze służby został zwolniony z dniem 31 VII 1961 r. Objął stanowisko przewodniczącego Zarządu Federacji Klubów Sportowych „Gwardia”. W 1972 roku został prezesem Polskiego Związku Bokserskiego i pełnił tę funkcję do 1982 r.
Pochowany na Powązkach Wojskowych (kwatera A16-8-11).

## Ordery i odznaczenia
Był odznaczony: 
- Orderem Sztandaru Pracy I kl. (1959)[8],
- Orderem Sztandaru Pracy II kl.,
- Medalem Zwycięstwa i Wolności 1945,
- Krzyżem Partyzanckim,
- Medalem 10-lecia Polski Ludowej,
- Medalem 30-lecia Polski Ludowej,
- Medalem 40-lecia Polski Ludowej,
- Odznaką „10 Lat w Służbie Narodu”,
- Odznaka „Zasłużony Działacz Kultury Fizycznej” (1959)[9]
- Orderem Czerwonej Gwiazdy,
- Medalem „Partyzantowi Wojny Ojczyźnianej”,
- Medalem „Za ofiarną pracę w Wielkiej Wojnie Ojczyźnianej 1941–1945”.

## Awanse
W organach bezpieczeństwa państwa otrzymał stopnie:
- 1950 – kapitan,
- 1950 – podpułkownik,
- 1954 – pułkownik.